# Arnold Sommerfeld
Arnold Johannes Wilhelm Sommerfeld, nemški fizik, * 5. december 1868, Königsberg, Prusija (sedaj Kaliningrad, Rusija), † 26. april 1951, München, Nemčija.
Sommerfeld je bil pionir na področju atomske in kvantne fizike. Mnogo njegovih učencev je bilo pomembnih v novi dobi teoretične fizike. V kvantno mehaniko je leta 1916 uvedel konstanto fine strukture kot del svoje teorije relativističnih odklonov atomskih spektralnih črt iz napovedi Bohrovega modela atoma.

## Življenje in delo
Gimnazijo je končal v Königsbergu. Študiral je matematiko in fiziko na Univerzi Albertina v svojem rodnem mestu. Poslušal je tudi Hurwitzeva in Hilbertova matematična predavanja, ter Wiechertova fizikalna predavanja. Kot član študentovskega društva Deutsche Burschenschaft je med mečevanjem dobil brazgotino na čelu. Doktoriral je leta 1891 z nalogo Poljubne funkcije v matematični fiziki (Die willkürlichen Functionen in der mathematischen Physik) pod von Lindemannovim mentorstvom.
Po doktoratu je ostal v Königsbergu in se pripravljal na profesorski poklic. Leta 1892 je opravil profesorski izpit in začel služiti vojaški rok v rezervnem polku v Königsbergu. Obvezno vojaško služenje je opravil septembra 1893. S svojo pojavo je dajal vtis, da je huzarski polkovnik.
Oktobra 1893 je odšel na Univerzo v Göttingenu, ki je bila tedanje nemško matematično središče. Tu je na Mineraloškem inštitutu postal Liebischev asistent. Liebisch je bil profesor na Univerzi v Königsbergu in prijatelj Sommerfeldove družine. Njegovo delo je poleg drugega obsegalo pripravo izčrpnih zapiskov med Kleinovimi predavanji in zapisovanje za matematično čitalnico, kakor tudi skrb za čitalnico. Leta 1895 je pri Kleinu opravil habilitacijo, kar mu je omogočilo, da je postal privatni docent v Göttingenu. Kot privatni docent je predaval o širokem razponu snovi iz matematike in matematične fizike. Predavanje o parcialnih diferencialnih enačbah je z leti postala šesta knjiga njegovega niza učbenikov Predavanja o teoretični fiziki z naslovom Parcialne diferencialne enačbe v fiziki.
Kleinova predavanja o vrtečih telesih leta 1895 in 1896 so vodila Kleina in Sommerfelda, da sta napisala besedilo Teorija vrtavk (Die Theorie des Kreisels) v štirih delih, 13-letno sodelovanje med letoma 1897 in 1910. Prva dva dela sta vsebovala teorijo, zadnja dva pa uporabo v geofiziki, astronomiji in tehnologiji. Klein je na Sommerfelda vplival na njegov pogled na uporabno matematiko in umetnost poučevanja.
V Göttingenu je Sommerfeld srečal Johanno Höpfner, hčer Ernsta Höpfnerja, skrbnika v Göttingenu. Oktobra 1897 je sprejel mesto na matematični stolici na rudarsko-metalurški fakulteti v Clausthal-Zellerfeldu, kjer je nasledil Wiena. To mesto mu je zagotovilo dovolj prihodkov, da se je nazadnje poročil z Johanno.
Na Kleinovo zahtevo je Sommerfeld prevzel mesto urednika 5. dela Enciklopedije matematičnih znanosti (Encyklopädie der mathematischen Wissenschaften, EMW). Opravljal jo je med letoma 1898 in 1926.
Kot ekstraordinarij je v letu 1900 na Kleinovo pobudo prevzel stolico za uporabno mehaniko na Kraljevi tehniški visoki šoli v Aachnu (kasneje Tehniška visoka šola v Aachnu). V Aachnu je razvil teorijo hidrodinamike, ki ga je še dolgo zanimala. Kasneje sta na Univerzi v Münchnu njegova študenta Hopf in Heisenberg napisala svoji doktorski dizertaciji s tega področja.
Od leta 1906 je bil ordinarij fizike in predstojnik novoustanovljenega Inštituta za teoretično fiziko na Univerzi v Münchnu. Za ti mesti ga je izbral Röntgen, predstojnik Fizikalnega inštituta v Münchnu.
V tedanjem času je bila eksperimentalna fizika v Nemčiji na boljšem glasu. V zgodnjem 20. stoletju so teoretiki, kot sta bila Sommerfeld v Münchnu in Born v Göttingenu, s svojim zgodnjim znanjem matematike to spremenili, tako da je matematična fizika, oziroma teoretična fizika, postala gonilna sila, eksperimentalna fizika pa je začela preskušati teorije. Po doktoratu pri Sommerfeldu so Pauli, Heisenberg in Heitler postali Bornovi asistenti in veliko prispevali k razvoju kvantne mehanike, ki se je tedaj zelo hitro razvijala.
Več kot 32 let v Münchnu je Sommerfeld poučeval splošna in posebna področja, ter imel seminarje inkolokvije. V splošnih področjih so bili mehanika, mehanika deformabilnih teles, elektrodinamika, optika, termodinamika in statistična mehanika, ter parcialne diferencialne enačbe v fiziki. Trajali so štiri ure na teden, 13 tednov pozimi in 11 tednov poleti. Nanje so hodili študenti, ki so poslušali predavanja iz eksperimentalne fizike pri Röntgenu in kasneje pri Wienu. Vsak teden so dve uri tudi razpravljali o problemih. V posebnih področjih so bila aktualna vprašanja in vprašanja na osnovi Sommerfeldovega raziskovalnega zanimanja. Snov iz teh predavanj se je kasneje pojavila v njegovih znanstvenih objavah. Namen teh posebnih predavanj je bilo spoprijetje s trenutnimi problemi v teoretični fiziki, ter za Sommerfelda in študente pridobitev sistematičnega razumevanja problemov, neodvisno od tega ali so bili tedaj že rešljivi ali ne. Na seminarjih in kolokvijih so študenti pripravili pisne prispevke iz trenutnih virov, nato pa so se pripravili na ustno predstavitev. Med letoma 1942 in 1951 je Sommerfeld zbiral svoje zapiske in jih pripravljal za objavo. Objavljene so bile v šestih deli z naslovom Predavanja iz teoretične fizike.
Štirje Sommerfeldovi doktorski študentje: Heisenberg, Pauli, Debye in Bethe so prejeli Nobelovo nagrado za fiziko. Prav tako sta prejela Nobelovi nagradi njegova dva podiplomska študenta: Pauling (Nobelovo nagrado za kemijo in za mir) in Rabi (za fiziko). Mnogi njegovi študenti pa so postali svetovno znani. Born je verjel, da so Sommerfeldove sposobnosti vključevale »odkritje in razvoj talentov«. Einstein je dejal Sommerfeldu: »Kaj še poseben cenim pri vas je, da ste znali poiskati toliko mladih talentov«. Sommerfeldov slog kot profesorja in predstojnika inštituta ga ni omejil pred njegovimi sodelavci in študenti. Sprejel je sodelovanje z njimi, njihove zamisli pa so večkrat vplivale na njegove lastne poglede v fiziki. Zabaval jih je na svojem domu, se srečeval z njimi v restavracijah po seminarjih in kolokvijih. Imel je smučarsko kolibo v katero je povabljal študente na razprave o fiziki in športu.
V Münchnu je spoznal Einsteinovo posebno teorijo relativnosti, ki tedaj še ni bila splošno sprejeta. Njegovi matematični prispevki so pomagali k njenemu priznavanju skeptikov. Leta 1914 je delal z Brillouinom o širjenju elektromagnetnega valovanja v disperzivni snovi. Postal je eden od ustanoviteljev kvantne mehanike. Med njegovimi prispevki so bili soodkritje Sommerfeld-Wilsonovih kvantizacijskih pravil (1915), posplošitev Bohrovega modela atoma, vpeljava konstante fine strukture (1916), skupaj s Kosselom okritje Sommerfeld-Kosselovega zakona o premiku (1919) in objava dela Zgradba atomov in spektralne črte (Atombau und Spektrallinien) (1919), ki je postalo »biblija« atomske teorije za novo generacijo fizikov, ki so razvijali atomsko in kvantno fiziko.